# 马朗日-宗德朗日
马朗日-宗德朗日（法語：Marange-Zondrange，法語發音：[maʁɑ̃ʒ zɔ̃dʁɑ̃ʒ]；洛林法兰克语：Mëringen-Sonneringen）是法国摩泽尔省的一个市镇，属于福尔巴克-布莱摩泽尔区。该市镇由马朗日（Marange）和宗德朗日（Zondrange）等村庄组成。

## 地理
马朗日-宗德朗日（49°6'42"N, 6°32'15"E）面积8.28 平方千米，位于法国大東部大區摩泽尔省，该省份为法国东北部内陆省份，是洛林的一部分，西南接默尔特-摩泽尔省，东临下莱茵省，北与卢森堡和德国接壤。
与马朗日-宗德朗日接壤的市镇（或旧市镇、城区）包括：富利尼、尼德河畔比永维尔、布鲁克、阿勒兰、纳尔贝方丹、上维尼厄勒。
马朗日-宗德朗日的时区为UTC+01:00、UTC+02:00（夏令时）。

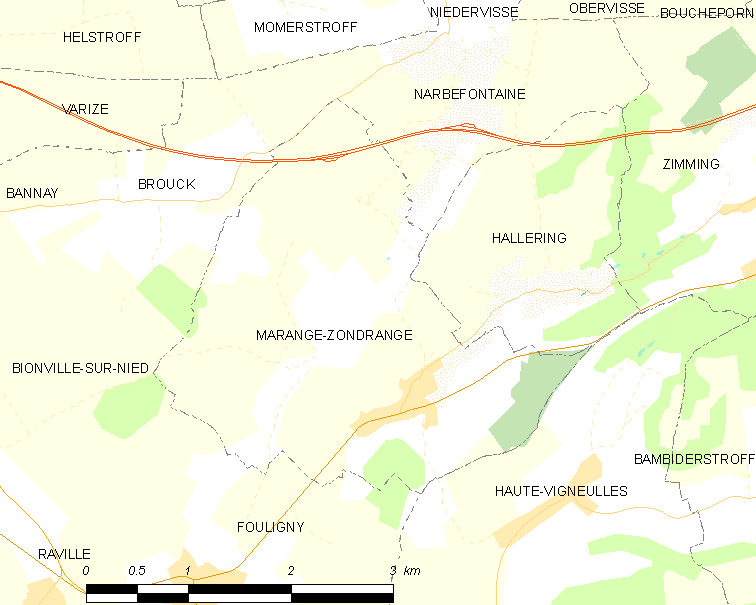
马朗日-宗德朗日的OSM定位图

## 行政
马朗日-宗德朗日的邮政编码为57690，INSEE市镇编码为57444。

## 政治
马朗日-宗德朗日所属的省级选区为福尔克蒙县。

## 人口

1962-2008年间马朗日-宗德朗日人口变化图示

马朗日-宗德朗日于2022年1月1日时的人口数量为371人。